# Comté de Wallowa
Le comté de Wallowa (anglais : Wallowa County) est un comté situé dans le nord-est de l'État de l'Oregon aux États-Unis. L'origine de son nom est incertaine. Le siège du comté est Enterprise. Selon le recensement de 2000, sa population est de 7 226 habitants.

## Géographie
Le comté a une superficie de 8 163 km², dont 8 146 km² est de terre. 

### Comtés adjacents
- Comté d'Umatilla (ouest)
- Comté de Union (ouest)
- Comté de Baker (sud)
- Comté d'Adams, Idaho (sud-est)
- Comté d'Idaho, Idaho (est)
- Comté de Nez Perce, Idaho (nord-est)
- Comté d'Asotin, Washington (nord)
- Comté de Garfield, Washington (nord)
- Comté de Columbia, Washington (nord)